# Conservatório da Universidade Federal de Minas Gerais
O Conservatório da Universidade Federal de Minas Gerais, antigo Conservatório Mineiro de Música, é um edifício localizado na Avenida Afonso Pena, centro de Belo Horizonte. Atualmente desempenha importante papel na disseminação da cultura em Belo Horizonte.
O Conservatório UFMG integra a Diretoria de Ação Cultural (DAC), da qual também fazem parte o Centro Cultural da UFMG, a Fundação Rodrigo Mello Franco de Andrade e o Espaço do Conhecimento UFMG. Atualmente é dirigido pela Professora Margarida Borghoff.

## História
O edifício foi irnaugurado em 5 de setembro de 1926 pelo então presidente do Estado de Minas Gerais, Fernando Mello Viana. Desde então, teve grande influência na vida cultural belo-horizontina. Foi federalizado e transformado em instituição de ensino superior em 4 de dezembro de 1950. Em 30 de novembro de 1962 passou a integrar a Universidade Federal de Minas Gerais. Em 15 de março de 1988, o prédio foi tombado pelo Instituto Estadual do Patrimônio Histórico e Artístico de Minas Gerais.
Entre 1962 e 1996, a Escola de Música da UFMG teve como sede o prédio do Conservatório. Com a transferência da Escola de Música para o Campus Pampulha, em 1996, o prédio foi cedido à Prefeitura de Belo Horizonte, para abrigar a Comissão Organizadora do Centenário da cidade, durante todo o ano de 1997. A partir de 1998, o local recebeu investimentos da Fundação de Desenvolvimento da Pesquisa (Fundep), entidade ligada à UFMG, para restauração e revitalização, tendo suas características originais de construção totalmente recuperadas.
Em de agosto de 2000, o Conservatório UFMG foi reinaugurado como um novo complexo cultural, com sala de recitais, galerias de exposições, auditórios, salas de aula e espaço para eventos. Em dezembro de 2001, foi inaugurado o prédio anexo, que abriga o restaurante, espaço de convivência, a Livraria da Editora UFMG e praça coberta para eventos.